# Michael Fried
Michael Fried (* 1939 in New York) ist ein amerikanischer Kunstkritiker und Professor für Kunstgeschichte an der Johns Hopkins University in Baltimore, Maryland.

## Leben
Fried hat an den Universitäten von Princeton und Harvard studiert und ging 1975 an die Johns Hopkins University in Baltimore, wo er J.R. Herbert Boone Professor wurde. Er gilt als einer der renommierten Kunstkritiker in der Tradition von Clement Greenberg. Wie dieser die Pop Art ablehnte, attackierte Fried den Minimalismus. Seine Kritiken veröffentlichte er in Art International und Artforum. Er kuratierte die Ausstellung Three American Painters: Kenneth Noland, Jules Olitski, Frank Stella im Fogg Art Museum (21. April bis 30. Mai 1965). Sein kunsthistorisches Interesse hat er in den letzten Jahren auch auf die Fotografie gerichtet. Das zuletzt veröffentlichte Werk ist eine Monographie über Caravaggio.
Fried hat auch einen Band – To the Centre of the Earth – mit eigener Lyrik veröffentlicht. 1985 wurde er zum Mitglied der American Academy of Arts and Sciences gewählt. Seit 2003 ist er gewähltes Mitglied der American Philosophical Society und seit 2006 korrespondierendes Mitglied der British Academy.

## Schriften
- Absorption and Theatricality: Painting and Beholder in the Age of Diderot. Chicago University Press, Chicago 1980
- Courbet’s Realism. Chicago University Press, Chicago & London 1990
- Manet’s Modernism. Chicago University Press, Chicago & London 1996
- Art and Objecthood: Essays and Reviews. Chicago University Press, Chicago & LChicago London 1998
- Menzels Realismus. Kunst und Verkörperung im Berlin des 19. Jahrhunderts. Wilhelm Fink, München 2007
- Why Photography Matters as Art as Never Before. Yale University Press, London & New Haven 2008
- The life of the mind. Gedicht. in Aris Fioretos Hg.: Babel. Für Werner Hamacher. Urs Engeler, Basel 2009, ISBN 3938767553, S. 177f. (in Englisch)
- The Moment of Caravaggio. Princeton University Press, Princeton NJ 2010
- Flaubert’s “Gueuloir”: On “Madame Bovary” and “Salammbo”. Yale University Press, New Haven CT 2012